# Masahiro Tanaka
Masahiro Tanaka (japonsky 田中 将大, * 1. listopadu 1988 Itami) je japonský baseballový nadhazovač.
Začínal v týmu Komazawa University a od roku 2007 hrál profesionálně za klub Tohoku Rakuten Golden Eagles v soutěži Nippon Professional Baseball. Ve své debutové sezóně byl vyhlášen nejlepším nováčkem a v letech 2011 a 2013 získal Sawamurovu cenu pro nejlepšího nadhazovače. V roce 2013 s Golden Eagles vybojoval ligový titul, byl zvolen nejužitečnějším hráčem Pacifické ligy a na konci roku převzal cenu pro nejlepšího japonského profesionálního sportovce. Poté odešel do USA a uzavřel s New York Yankees sedmiletý kontrakt za 155 milionů dolarů. V letech 2014 a 2019 byl nominován k utkání hvězd Major League Baseball. V lednu 2021 opustil Ameriku a vrátil se do Tohoku Rakuten Golden Eagles.
Reprezentoval Japonsko na Letních olympijských hrách 2008, kde jeho tým obsadil čtvrté místo. Na World Baseball Classic v roce 2009 zvítězil a v roce 2013 obsadil třetí místo. Na domácích Letních olympijských hrách 2020 přispěl k historicky první zlaté olympijské medaili pro japonské baseballisty.
Jeho manželkou je od roku 2012 zpěvačka Mai Satoda.